# سفارة ألمانيا في أوكرانيا
سفارة ألمانيا في أوكرانيا هي أرفع تمثيل دبلوماسي لدولة ألمانيا لدى أوكرانيا. تقع السفارة في كييف وهي تهدف لتعزيز المصالح الألمانية في أوكرانيا.

## وصلات خارجية
- الموقع الرسمي
- قائمة سفارات ألمانيا
- قائمة السفارات في أوكرانيا